# Monaster Zaśnięcia Matki Bożej (Krym)

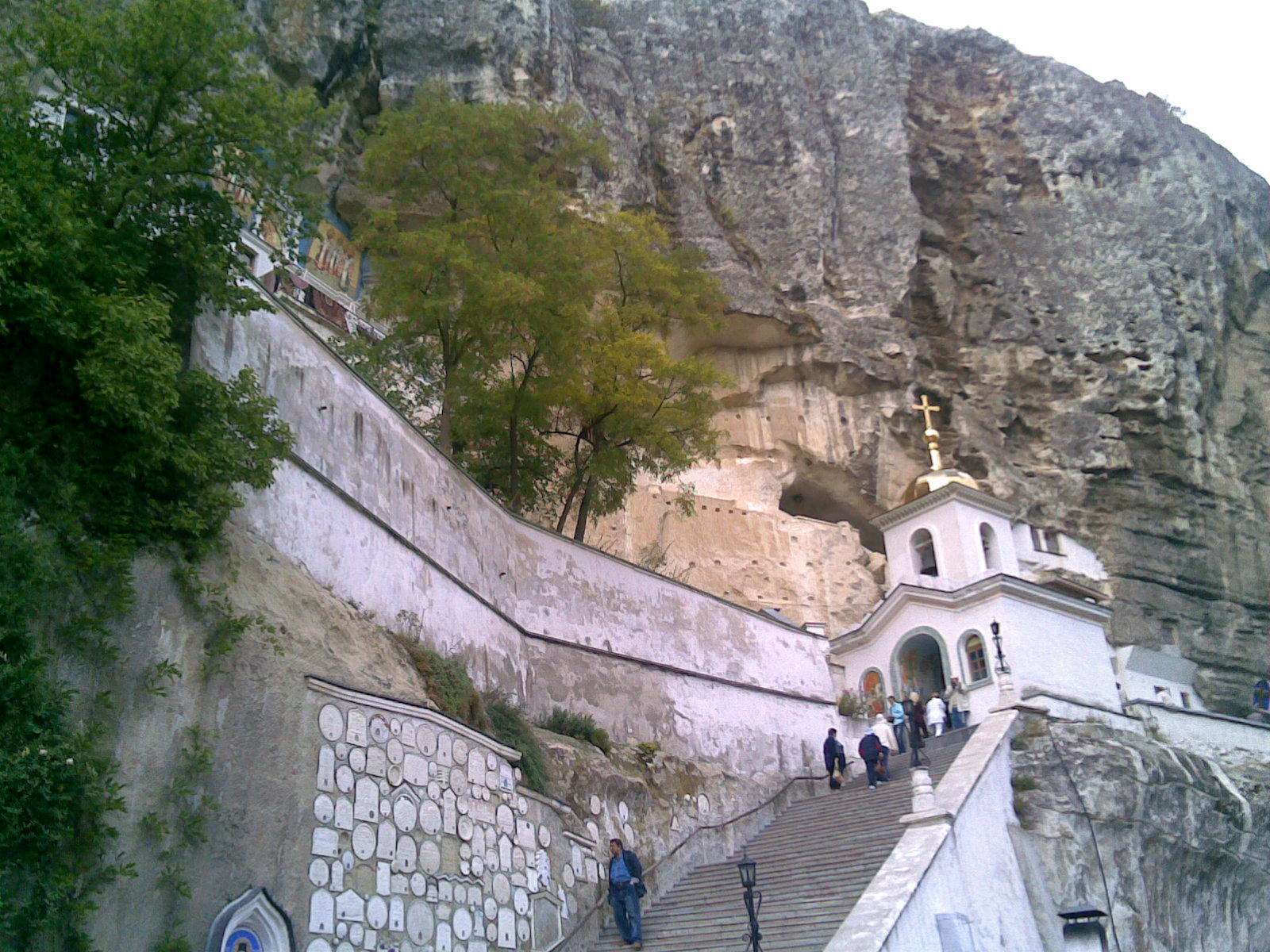
Monastyr Uspieński

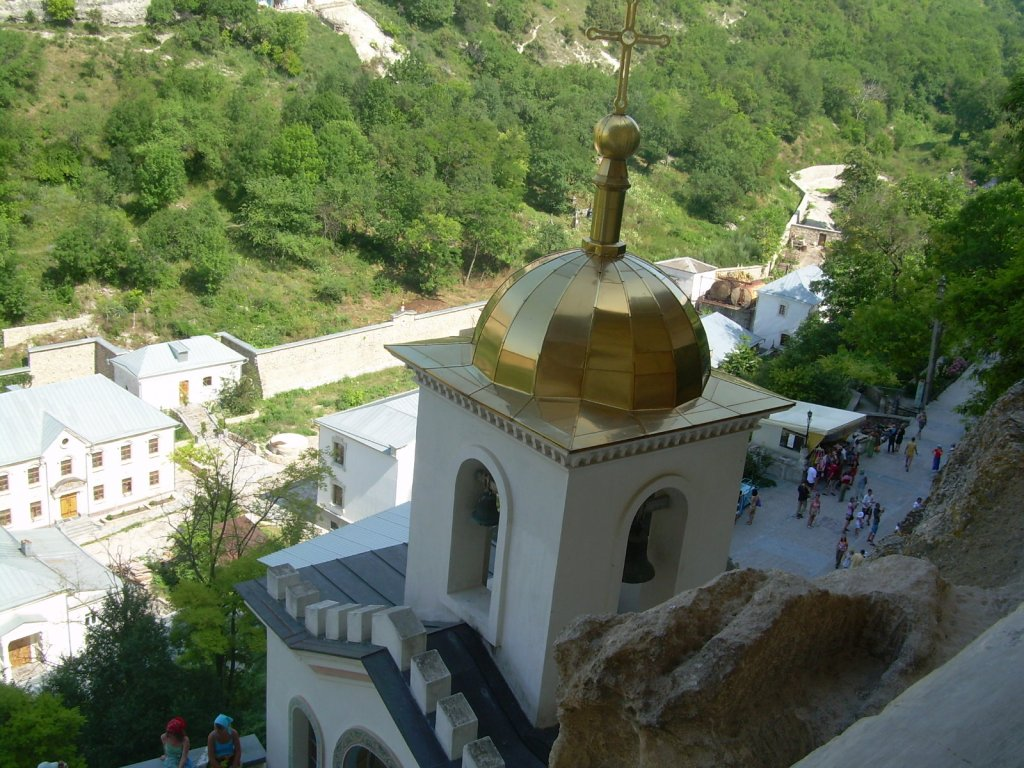
Na pierwszym planie dzwonnica cerkwi, na lewo od niej współczesne zabudowania klasztorne, na prawo dziedziniec klasztoru

Monaster Zaśnięcia Matki Bożej – klasztor Zaśnięcia Matki Bożej (ukr. Успенський печерний монастир) w pobliżu Czufut-Kale na Krymie.

## Położenie
Monastyr leży na południu Półwyspu Krymskiego, w połowie drogi pomiędzy Symferopolem a Sewastopolem. Został wydrążony w skalistym zboczu wąwozu w Górach Krymskich.

## Historia

### Czasy Rusi Kijowskiej
Najprawdopodobniej klasztor zaczęli wykuwać w skałach, pod koniec VIII w., greccy mnisi chrześcijańscy uciekający z Bizancjum przed prześladowaniami ikonoduli.

### Czasy panowania Tatarów
Po podbiciu Krymu przez Tatarów w XIII wieku, klasztor nie został zlikwidowany (jak wiele innych świątyń chrześcijańskich). Ikonę Zaśnięcia Najświętszej Maryi Panny z monastyru adorował nawet rezydujący w pobliskim Bakczysaraju chan Hadżi Girej. Po przyjęciu przez chana Sahin Gireja zwierzchnictwa Rosji w 1774 sytuacja ludności greckiej na Krymie pogorszyła się.

### Czasy panowania Rosji
W 1778 mnisi, wraz z osadnikami ze wsi leżącej poniżej klasztoru, zostali zmuszeni do przeniesienia się nad Morze Azowskie – zakładając tam dzisiejszy Mariupol. W 1818 w klasztorze odwiedziny złożył car Aleksander I. Następnie w 1850 monastyr został odnowiony jako rosyjski, z cerkwią prawosławną. Dobudowano wówczas kolejne cerkwie (łącznie było ich już pięć) i cele.
Podczas wojny krymskiej, w trakcie obrony Sewastopola przed Turkami w latach 1854–1855, urządzono w nim szpital dla oficerów armii rosyjskiej.

### Czasy komunistycznej Rosji
Po rewolucji październikowej klasztor został ograbiony przez bolszewików, wywieziona została wówczas bogata kolekcja pozłacanych ikon. Ostatecznie monastyr zamknięto w 1921.
Podczas II wojny światowej ponownie pomieszczenia zaadaptowane zostały na potrzeby szpitala wojskowego.

### Współcześnie
W 1993 monastyr został zwrócony Cerkwi prawosławnej i znów otwarty jako klasztor męski.

## Zwiedzanie
Monastyr jest jedną z ważniejszych atrakcji turystycznych Krymu. Ponieważ wciąż pełni on rolę klasztoru, do zwiedzania i w celach kultu religijnego udostępniana jest jedynie niewielka część kompleksu z XIV-wieczną cerkwią wykutą w całości w skale.
Monastyr jest też ważnym dla prawosławnych wiernych, miejscem pielgrzymowania.